# Seventeen TV
Seventeen TV foi um programa online, exibido periodicamente no Ustream. O programa mostra o grupo sul-coreano Seventeen antes de sua estreia oficial no entretenimento. Ao todo foram transmitidas 5 temporadas e 4 shows denominados "Like Seventeen".

## Temporadas
Primeira Temporada
A primeira transmissão oficial do Seventeen TV aconteceu em 2013. No começo desta temporada não eram conhecidos os nomes dos integrantes que participavam, então eles eram chamados por apelidos de acordo com algo que carregavam consigo.
Segunda Temporada
Na segunda temporada, permaneceram os 11 integrantes da temporada anterior e entraram mais 4. Nesta temporada, eles começaram a se preparar para o primeiro Like Seventeen e para isso foram separados em times que eram diferenciados pela cor da camisa (outros trainees também apareceram, mas eles não faziam parte do 17, apenas iriam fazer parte das apresentações).
Terceira Temporada
No começo da terceira temporada, houve a entrada de um novo integrante, Jeonghan. E depois de um tempo, o Samuel saiu sem razões divulgadas. Durante esta temporada, eles participaram de missões onde o público votava em sua preferida através do website oficial e as mais votadas iriam compor a "tracklist" do Like Seventeen 2.
| S.coups  | Doyoon | Jeonghan | Joshua    |
| Jun      | Hoshi  | Wonwoo   | Woozi     |
| MingMing | DK     | Mingyu   | Seungkwan |
| Vernon   | Dino   | Dongjin  | Samuel    |

Quarta Temporada
Esta temporada continuou com o mesmo formato da anterior, ou seja, com missões e votos para a formação do Like Seventeen 3. Nela nenhum integrante entrou ou saiu.
| S.coups  | Doyoon | Jeonghan | Joshua    |
| Jun      | Hoshi  | Wonwoo   | Woozi     |
| MingMing | DK     | Mingyu   | Seungkwan |
| Vernon   | Dino   | Dongjin  |           |

Quinta Temporada
Durante o hiatos de Seventeen TV, dois integrantes saíram, Doyoon e MingMing (sem motivos declarados, mas, possivelmente um "teste secreto" os eliminou); houve a entrada de um novo integrante, THE8. Diferente das outras temporadas, esta já começou com um show, para mostrar a evolução dos membros durante o tempo de hiatos. Com apenas 7 episódios, sendo dois deles shows e um gravado, o Seventeen encerra oficialmente o Seventeen TV com uma maior interação com os fãs, pois durante uma hora de live eles conversavam com os fãs através do chat do ustream.
Nesta temporada também tiveram votos para o Like Seventeen 4, mas não foi baseado em missões e sim apenas no nome das musicas.
| S.coups | Jeonghan | Joshua    | Jun    |
| Hoshi   | Wonwoo   | Woozi     | DK     |
| Mingyu  | THE8     | Seungkwan | Vernon |
| Dino    |          |           |        |

### Like Seventeen Shows
| LIKE SEVENTEEN   | LIKE SEVENTEEN | LIKE SEVENTEEN | LIKE SEVENTEEN | LIKE SEVENTEEN |
| Data             | Tracklisting | Integrantes |                |                |
| ---------------- | --- | --- | -------------- | -------------- |
| 11/05/2013       | 1. Abertura da segunda temporada - [SEVENTEEN] 2. 4 Minutes (District 78 Remix) - [Madonna feat. Justin Timberlake] 3. Yeah 3x - [Chris Brown] 4. Bom Bom Bom - [Roy Kim] 5. Just A Feeling - [S.E.S.] 6. See Through - [Primary feat. Gaeko & Zion.T] 7. Diva - [Beyonce] 8. Love You Till I Die - [MC Mong] 9. I Get It In - [Omarion feat. Gucci Mane] 10. Hello - [Nu'est] 11. O - [DBSK] 12. Gangnam Style - [PSY] 13. Gentleman - [PSY] | 1. DK, Seungkwan, & Seventeen 2. Hoshi, Woozi, Samuel 3. Hoshi, Wonwoo, Woozi, Mingyu, Vernon, Samuel 4. Joshua, Seungkwan 5. Joshua, Seungkwan, Hyojeong(Pledis trainer), Bomi(Pledis trainer) 6. Woozi, DK, Shinhye(Pledis trainer), Gahee(Pledis trainer) 7. Jun, Wonwoo, Woozi, Samuel, Doyoon, Semin(Pledis trainer), Jinah(Pledis trainer) 8. S.coups, Mingyu, Dongjin, Jikyung(Pledis trainer) 9. Hoshi, Vernon, Dino, Mingming, Taeyeob(Pledis trainer), Jihye(Pledis trainer), Yujin(Pledis trainer) 10. S.coups, Jun, Hoshi, Woozi, DK, Mingyu, Seungkwan, Vernon, Dino, Doyoon, Mingming 11. S.coups, Hoshi, Wonwoo, Woozi, Mingyu, Seungkwan, Vernon, Dino, Doyoon, Samuel 12. Seventeen 13. Seventeen                                        |                |                |
| LIKE SEVENTEEN 2 | | |                |                |
| 17/08/2013       | 1. Somebody To Love - [Big Bang] 2. Dangerous - [Michael Jackson] 3. You & I, Heart Fluttering - [Acoustic Collabo] 4. Love Light - [CN Blue] 5. With You - [Chris Brown] 6. A Doll - [Leetuk & Yesung] 7. White - [Eternal Morning] 8. Merry Go Round - [Untouchable] 9. Chase Our Love - [Chris Brown] 10. Cooking Cooking - [Super Junior-H] 11. Mannequin - [Trish] 12. Fine China - [Chris Brown] 13. Call Me Maybe - [Carly Rae Jepsen] 14. One Thing - [One Direction] 15. Mobbin - [IAMSU] 16. Titanium - [David Guetta] 17. Dang Dang Dang - [Supreme Team] 18. Saturday Night (Originally "Friday Night") - [Dynamic Duo] 19. This Is The Moment - [Jo Seungwoo] 20. Action - [Nu'est] 21. Later Later - [Jang Yoonjeong] 22. Happiness - [Super Junior] 23. Saturday Night - [Son Dambi] 24. Aing - [Orange Caramel] 25. Diva - [After School] | 1. S.coups, Hoshi, Woozi, Mingyu, Seungkwan, Vernon, Doyoon 2. SEVENTEEN 3. Joshua, DK 4. Hoshi, Wonwoo, Doyoon 5. Woozi 6. Woozi, Seungkwan 7. S.coups 8. S.coups, Seungkwan 9. S.coups, Hoshi, Woozi, Mingyu, Doyoon 10. Hoshi, Wonwoo, Dino, Dongjin 11. Pledis Girls Trainees 12. Jun, Wonwoo, Vernon, Dino, Mingming 13. Jun, Wonwoo, Vernon, Dino, Mingming, Pledis Girls Trainees 14. Joshua, Hoshi, Woozi, DK, Seungkwan 15. Hoshi, Seungkwan, Vernon, Dino, Dongjin 16. Hoshi, Seungkwan, Vernon, Dino, Dongjin 17. S.coups, Mingyu 18. S.coups, Wonwoo, Mingyu, Vernon, Dino 19. SEVENTEEN 20. SEVENTEEN 21. S.coups, Joshua, Jun, Hoshi 22. S.coups, Jeonghan, Jun, Hoshi, Mingyu, Seungkwan, Vernon 23. SEVENTEEN 24. SEVENTEEN 25. SEVENTEEN |                |                |
| LIKE SEVENTEEN 3 | | |                |                |
| 23/11/2013       | 1. Robot Remains - [Jabbawockeez] 2. Breathe - [Beast] 3. Sunday Morning - [Maroon 5] 4. Butterfly Grave - [Take] 5. You're My Baby - [Vanilla Acoustic] 6. Winter Mountain - (Uses original lyrics) [Illinit] 7. From The Beginning Until Now - [Winter Sonata] 8. Last Love - [Kim Bum Soo] 9. That You're Mine - [Huh Gak feat. Swings] 10. Look At Me Now - [Yang Yoseob] 11. Officially Missing You, Too - [Geeks feat. Soyou] 12. Airplanes - [B.o.B. feat. Hayley Williams] 13. My Homies Still - [Lil Wayne] 14. Headband - [B.o.B.] 15. Two Melodies - [Zion.T] 16. Fireworks - [Dynamic Duo] 17. Warrior Descendants - [H.O.T.] 18. Entertainer - [PSY] | 1. SEVENTEEN 2. S.coups, Jun, Hoshi, Wonwoo, DK, Doyoon 3. Joshua, Woozi 4. Joshua, Woozi, DK, Seungkwan 5. Wonwoo 6. S.coups 7. Jun, Seungkwan 8. Seungkwan 9. Jeonghan, Wonwoo, DK, Doyoon 10. Woozi (Com Wonwoo, DK, Seungkwan e Vernon como dançarinos) 11. S.coups, Hoshi, Yoo Ara (Hello Venus) 12. Woozi, Vernon 13. Hoshi, Wonwoo, DK, Mingyu, Dongjin 14. S.coups, Jeonghan, Jun, Seungkwan, Vernon 15. Hoshi, Vernon 16. S.coups, Wonwoo, Mingyu, Dino 17. SEVENTEEN 18. SEVENTEEN |                |                |
| LIKE SEVENTEEN 4 | | |                |                |
| 16/08/2014       | 1. Robot Remains - [Jabbawockeez] 2. Mirotic - [DBSK] 3. Wild Eyes - {Shinhwa] 4. Action - [Nu'est] 5. Purple Line - [DBSK] 6. Beautiful Life - [V.O.S.] 7. A Midsummer Night's Sweetness Sunshine Remix 8. Just For Fun - [SEVENTEEN] 9. Dang Dang Dang - [Supreme Team] 10. Attendance Check - [Dynamic Duo] 11. Later Later - [Jang Yoonjeong] 12. Crush - [Sanduel] 13. One Thing - [One Direction] 14. FLY - [Geeks] 15. Like I Love You - [Justin Timberlake] 16. Stupid Liar - [Big Bang] 17. Sorry, Sorry - [Super Junior] 18. The Lone Duckling - [g.o.d.] 19. Love You Till I Die - [MC Mong] 20. Love Letter - [Happy Pledis] | 1. SEVENTEEN 2. S.coups, Jeonghan, Jun, Hoshi, Mingyu, Vernon 3. Joshua, Woozi, DK, THE8, Dongjin 4. SEVENTEEN 5. SEVENTEEN 6. Jeonghan, Hoshi, DK, Seungkwan, Dongjin 7. S.coups, Wonwoo, Vernon 8. S.coups, Wonwoo, Woozi, Vernon 9. S.coups, Wonwoo, Mingyu, Vernon, Dino 10. S.coups, Wonwoo, Mingyu, Vernon, Dino 11. S.coups, Joshua, Jun, Hoshi, THE8 12. Woozi, DK, Seungkwan 13. Hoshi, Joshua, DK, THE8, Seungkwan 14. S.coups, Joshua, Hoshi, Wonwoo, Woozi, DK, THE8 15. Hoshi, Wonwoo, Mingyu 16. S.coups, Woozi, DK, Seungkwan, Vernon, Dino 17. SEVENTEEN 18. SEVENTEEN 19. SEVENTEEN 20. SEVENTEEN |                |                |